# Rodolfo Petracco
Rodolfo Petracco (* 24. September 1889 in Triest; † 1979 in Rom) war ein italienischer Architekt und Stadtplaner. Seine Hauptwirkungsstätte waren von 1923 bis 1945 die italienischen Ägäis-Inseln.

## Biographie
Rodolfo Petracco erwirbt 1909 an der Staatsgewerbeschule in Triest einen Abschluss als Baumeister mit einer Spezialisierung in der dekorativen Malerei, in dieser Zeit ist er Schüler des Triester Architekten Lodovico Braidotti. Wegen Kurzsichtigkeit wird er nicht zum Wehrdienst eingezogen. 1922 erhält er die Gewerbeerlaubnis als Bauunternehmer. Am 1. November 1923 wird er vom italienischen Außenministerium nach Rhodos geschickt. Dort ist er für das Ufficio Architettura della Direzione Lavori Pubblici del Governatorato tätig, das bis 1927 von Florestano Di Fausto und dann von Pietro Lombardi geleitet wird. 1926 wird der Abschluss "Baumeister" durch königlichen Erlass dem des Architekten gleichgestellt. 1927 wird Armando Bernabiti sein Kollege, mit dem er in den nächsten Jahren eng kooperiert. Ebenfalls 1927 tritt Rodolfo Petracco in die faschistische Partei ein.
Von 1923 bis 1945 projektiert Rodolfo Petracco eine große Anzahl von öffentlichen Gebäuden auf dem Dodekanes, von 1933 bis 1938 außerdem Wohngebäude. Er ist an den Masterplänen für Rhodos, Kos, Leros und Karpathos beteiligt, darunter der Masterplan für den Wiederaufbau der Stadt Kos nach dem Erdbeben von 1933.
Das Erdbeben markiert einen Wechsel im Baustil auch der einzelnen Gebäude. War dieser vorher historistisch und orientalisierend, so ist er danach eher durch rationalistische und faschistische Stilelemente geprägt. Zusammen mit Armando Bernabiti entwirft Rodolfo Petracco in den Folgejahren „hervorragende Werke im Stil der künstlerischen Strömung des Novecento, orientiert am rationalistischen Kanon, Werke von hoher Qualität und mit spezifischen Merkmalen, die über die Formensprache reiner Kolonialarchitektur hinausgehen“.
Ende 1945 kehrt Petracco nach Italien zurück. Er arbeitet wieder im öffentlichen Dienst, wird aber herabgestuft, weil sein Abschluss nicht mehr anerkannt wird. Deshalb erhält er 1952 von der Stadtverwaltung von Foggia auch nicht den erhofften Auftrag, das Projekt für eine Beinhauskapelle zur Sammlung der sterblichen Überreste aller im Zweiten Weltkrieg gefallenen Zivilisten vorzubereiten.
20 Jahre nach seiner Pensionierung stirbt er 1979 in Rom.

## Abgeschlossene Arbeiten
Rhodos (Stadt) (Insel Rhodos):
- Justizpalast (1924) mit Florestano Di Fausto;
- Kirche San Giovanni (1924–1925), heute Mariä-Verkündigungs-Kathedrale, mit Florestano di Fausto;
- Albergo del Cervo (1928–1930)[7];
- Società nautica Marechiaro (1929–1931), heute Yachtclub Marechiaro[8];
- Ländliche Mustersiedlung Campochiaro (1936–1939), mit Armando Bernabiti[9][10];
- Ländliche Mustersiedlung Savona (1936–1939), mit Armando Bernabiti, 1938 umbenannt in San Benedetto, heutiger Name Kolymbia[11].

Kos (Stadt) (Insel Kos):
- Katholische Kirche Agnus Dei (1927–1929), mit Florestano di Fausto[11];
- Hotel Jasmin (1928–1929)[12];
- Markthalle (1934–1935)[13];
- Archäologisches Museum (1934–1936)[14];
- Synagoge Kahal Shalom (1935), gemeinsam mit Armando Bernabiti[15];
- Ländliche Mustersiedlung Anguillara (1936–1938), 1939 umbenannt in Vittorio Egeo[11], heutiger Name Linopotis.

Portolago (heute Lakki – Insel Leros):
- Zentralmarkt (1934–1936);
- Städtische Schule (1934–1937);
- Wohnungen für Offiziere und Unteroffiziere (1936–1938), mit Armando Bernabiti[11].

Pigádia (heute Karpathos-Stadt auf der Insel Karpathos):
- Gebäude der heutigen Hafenbehörde erheblich erweitert und umgestaltet (1932–1933);
- Gebäudekomplex der heutigen Bezirksverwaltung (1935 eingeweiht)[16].

Ausgewählte Werke
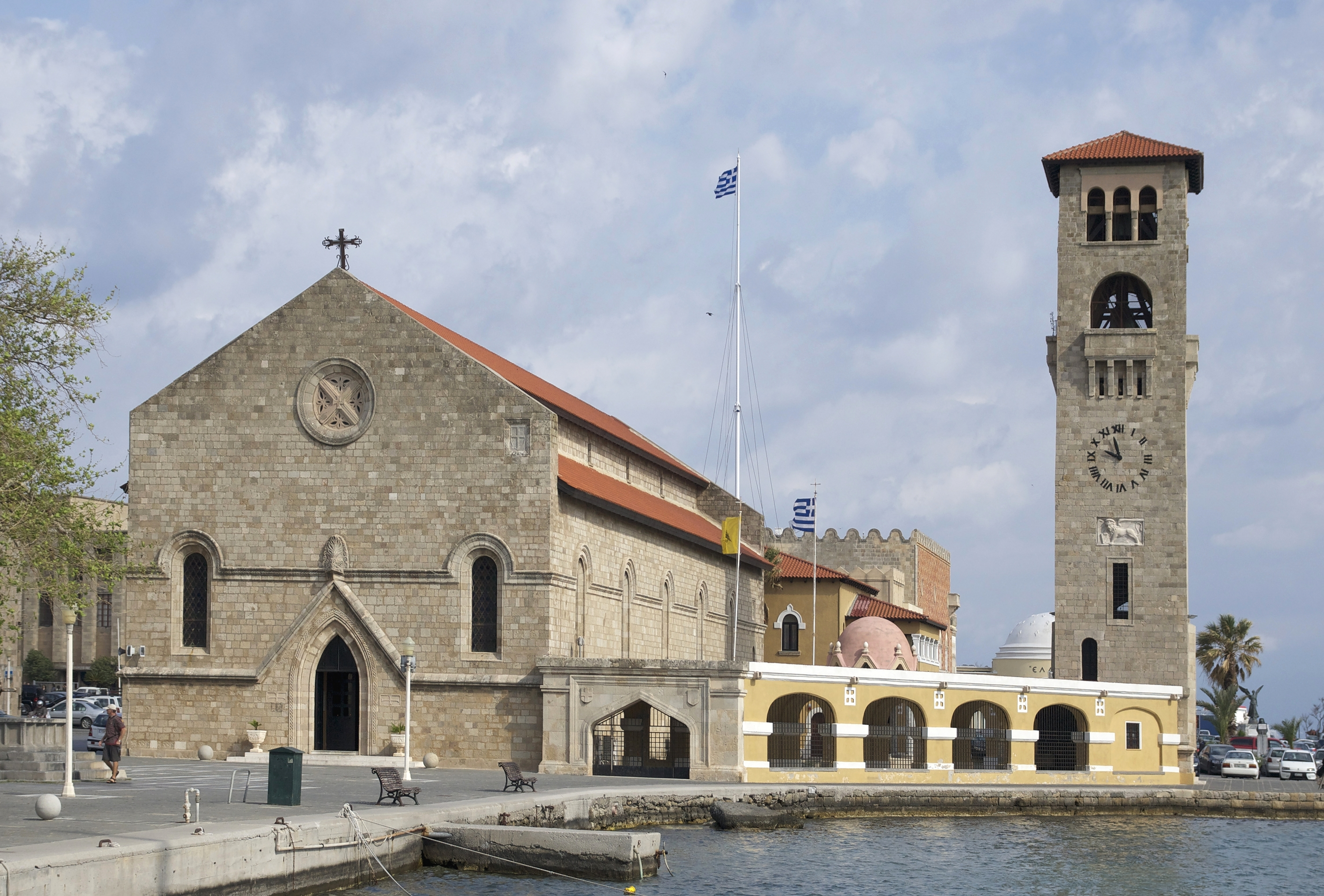
Rhodos, Kirche San Giovanni
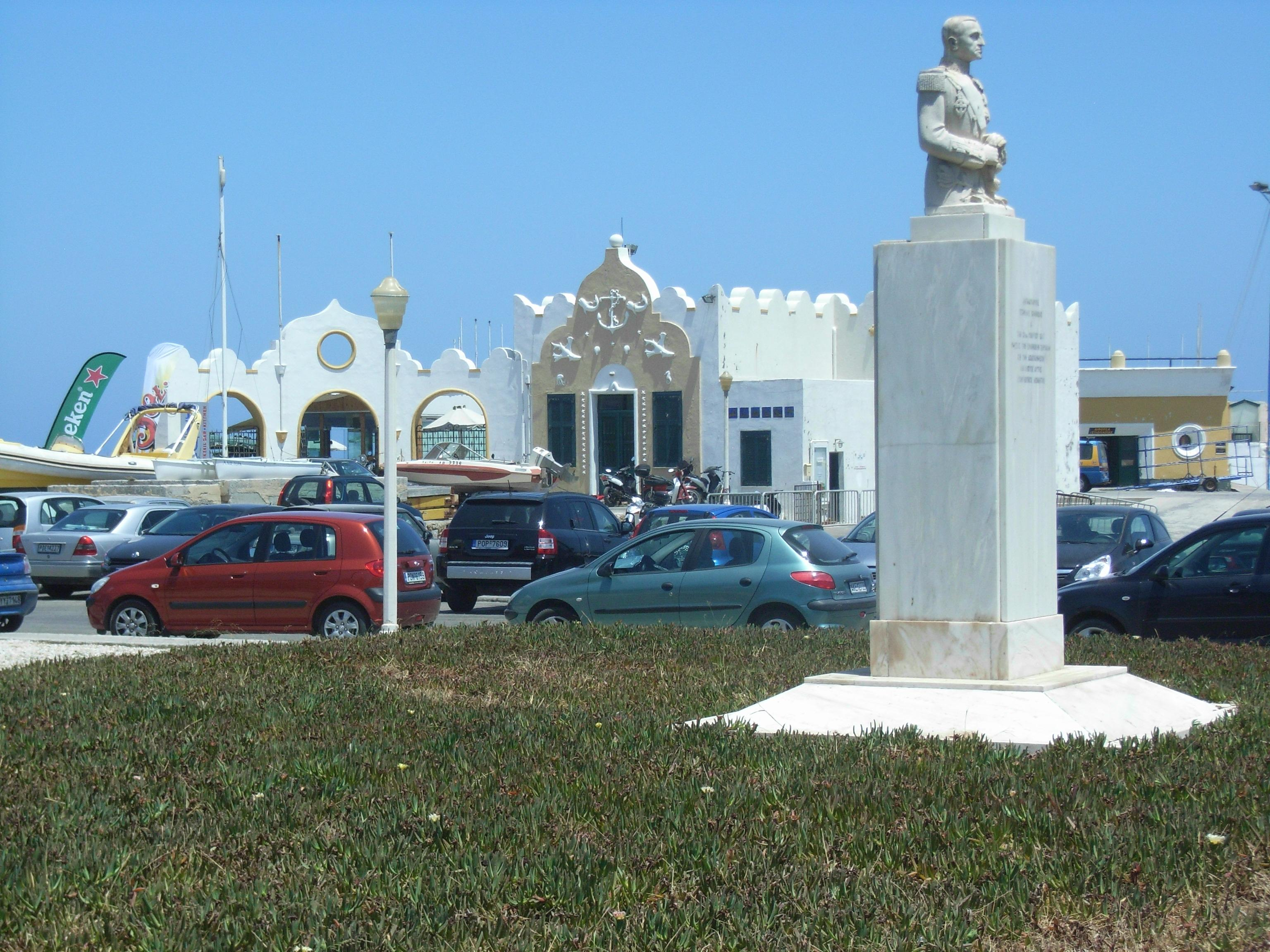
Rhodos, Società nautica Marechiaro (heute: Yacht Club Marechiaro)
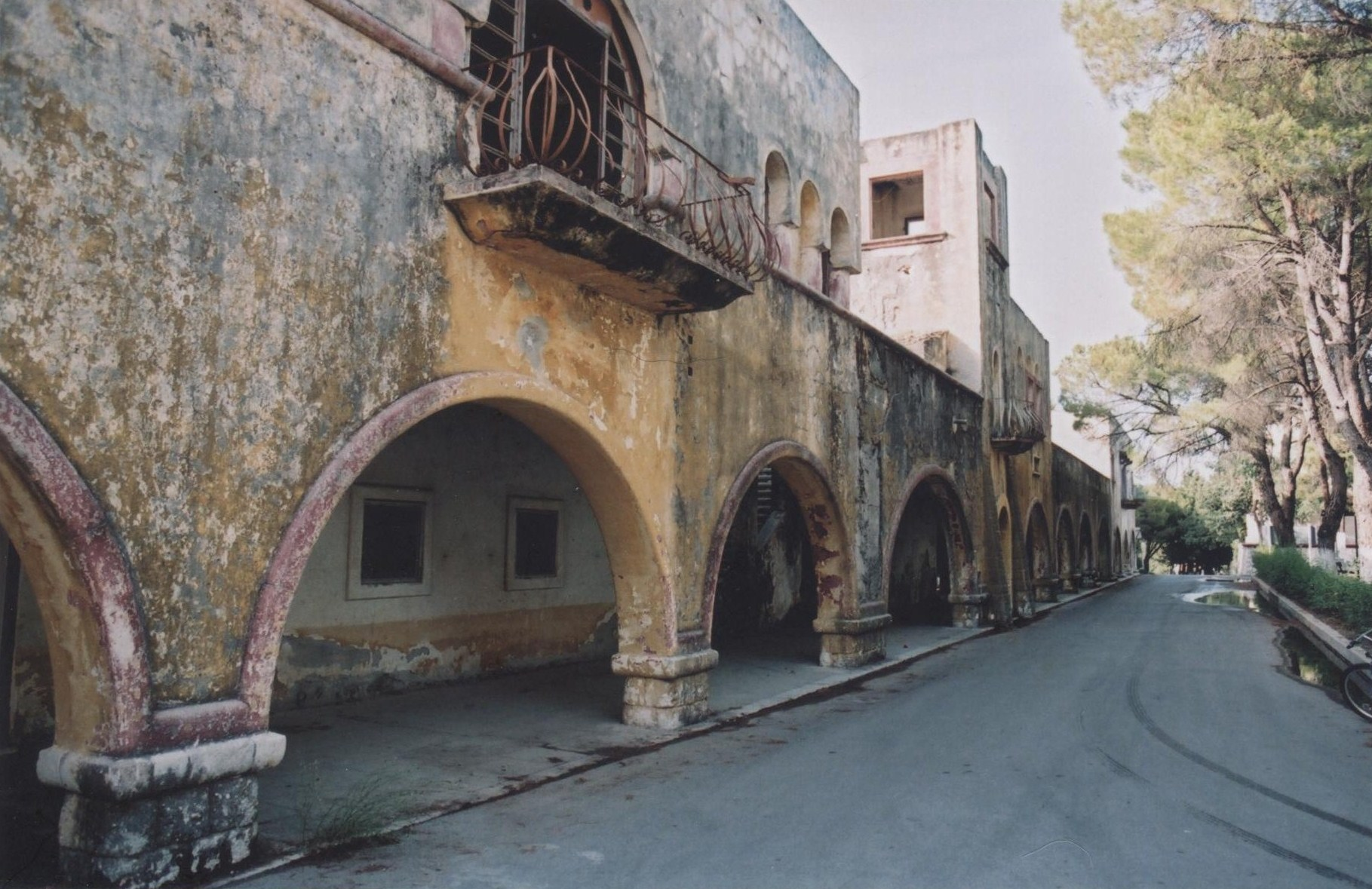
Campochiaro auf Rhodos (2011)
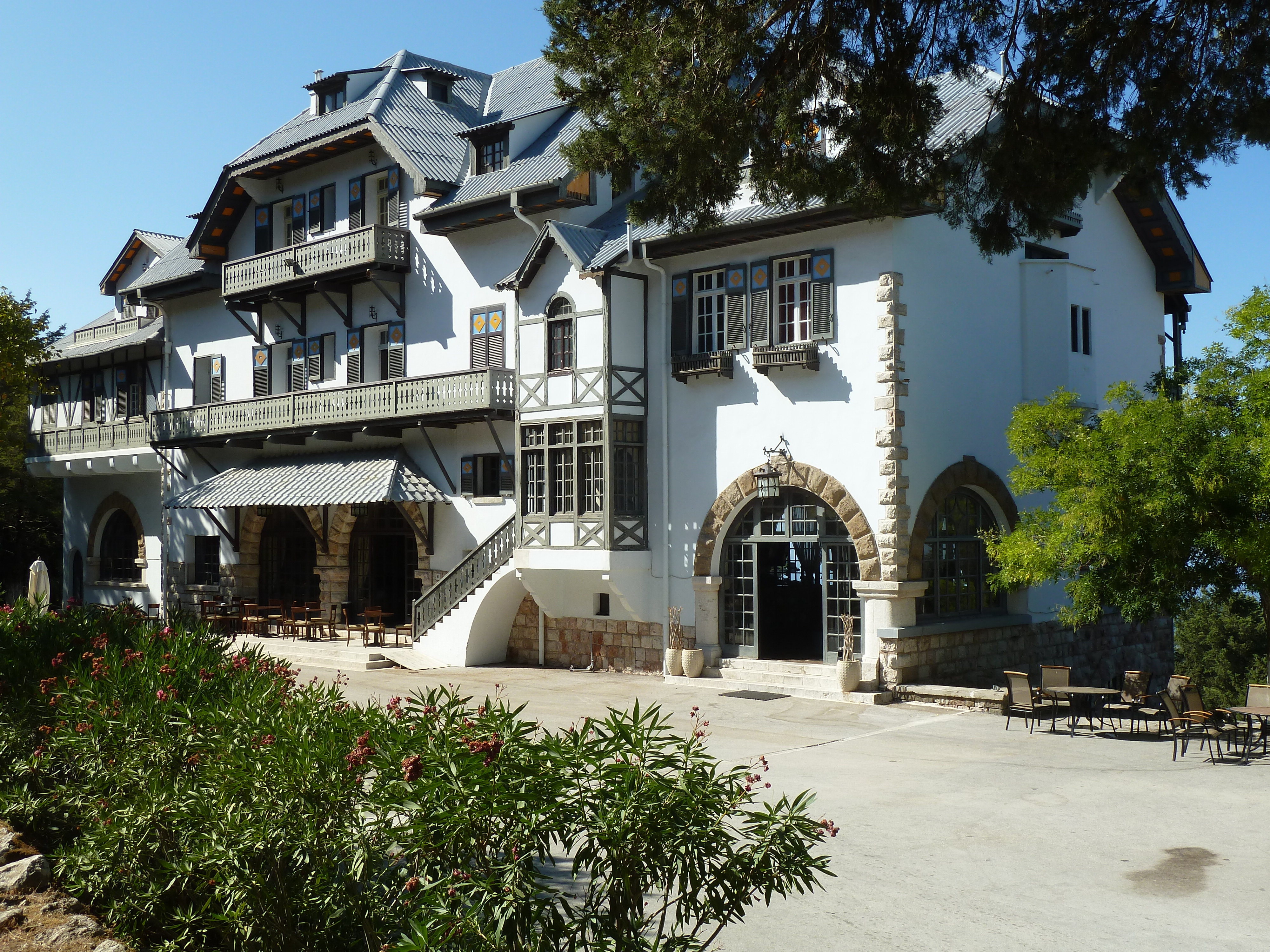
Albergo del Cervo auf Rhodos
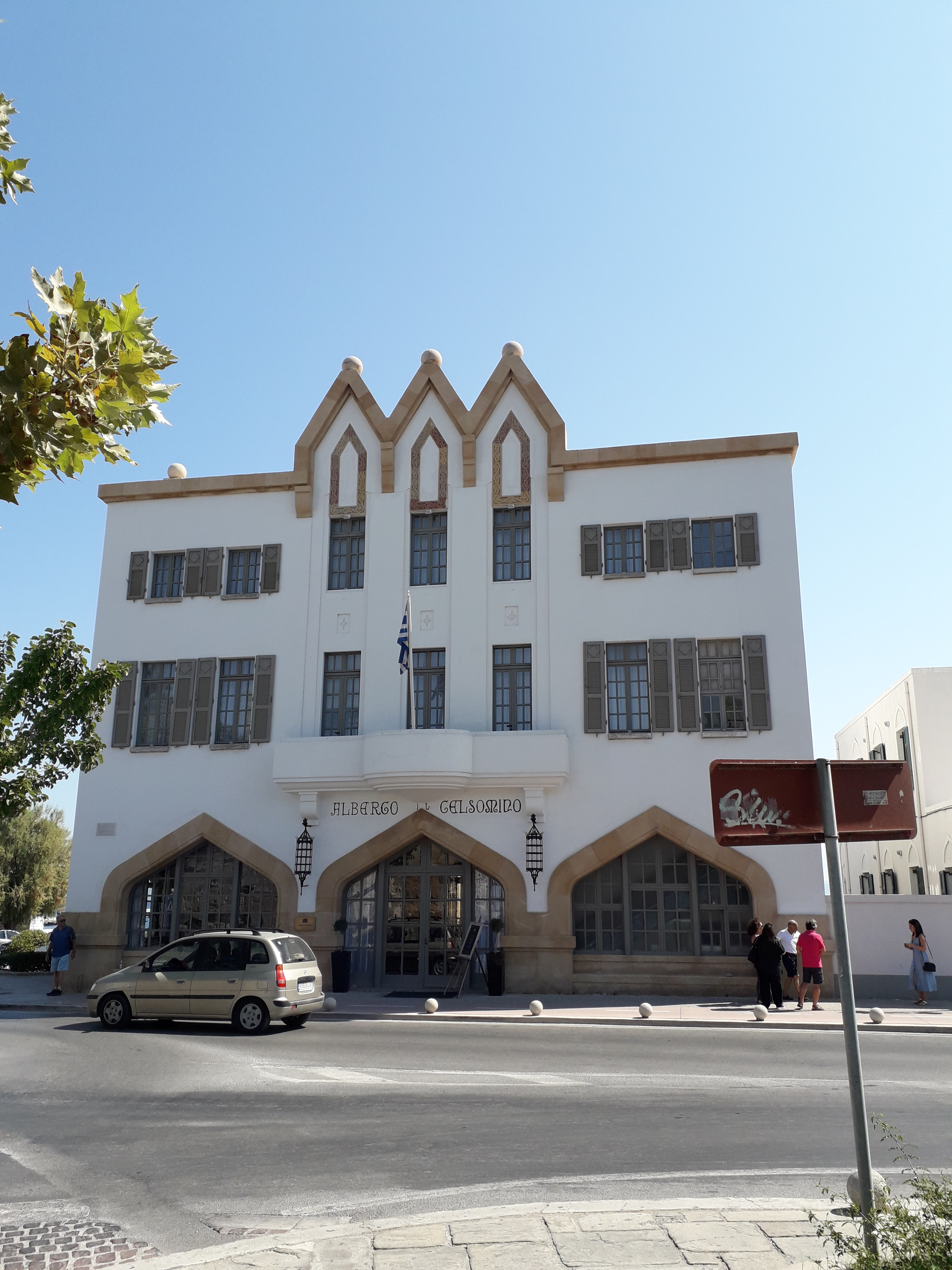
Kos, Hotel Jasmin
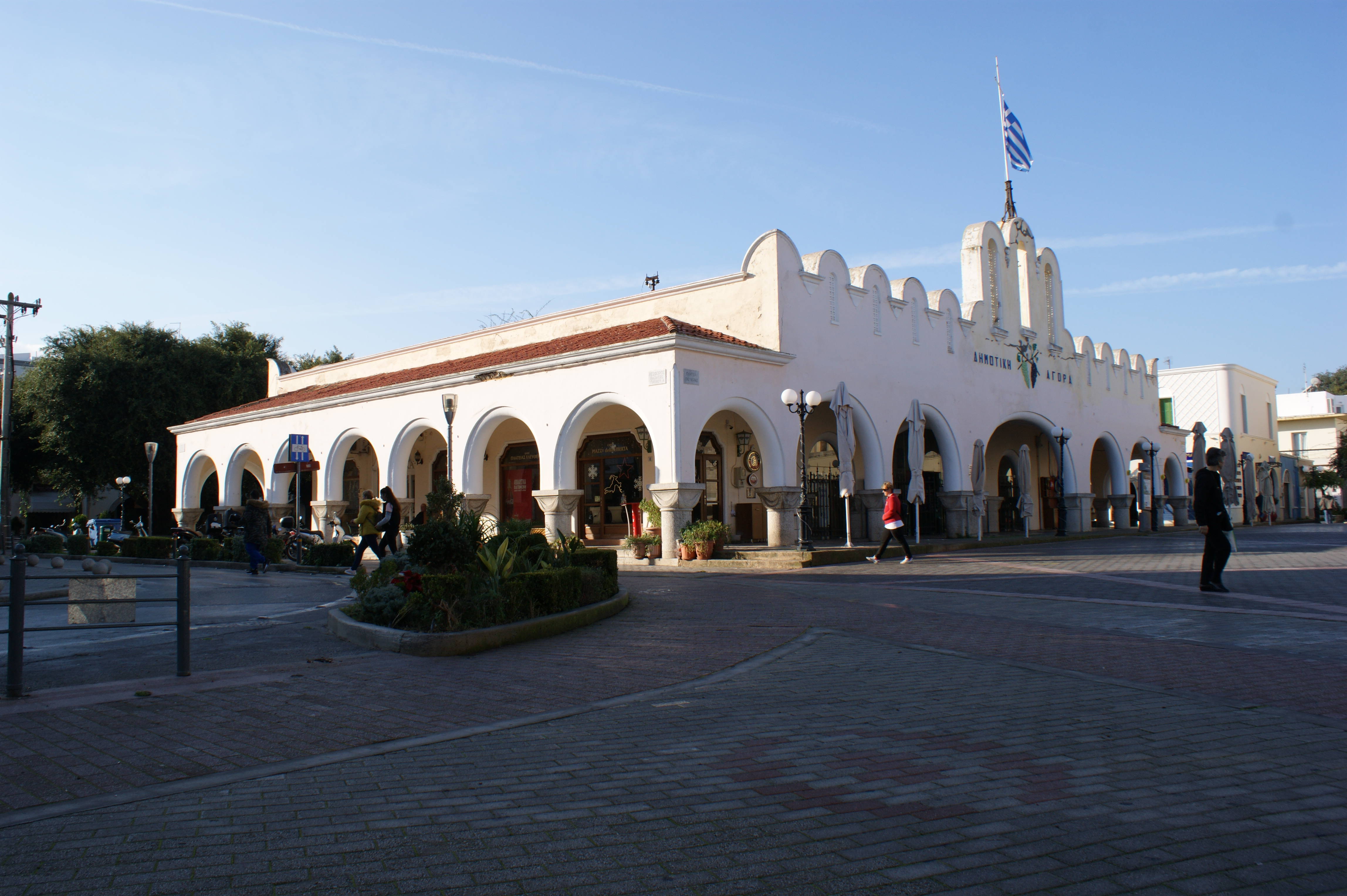
Kos, Markthalle (Dimotikí Agorá)
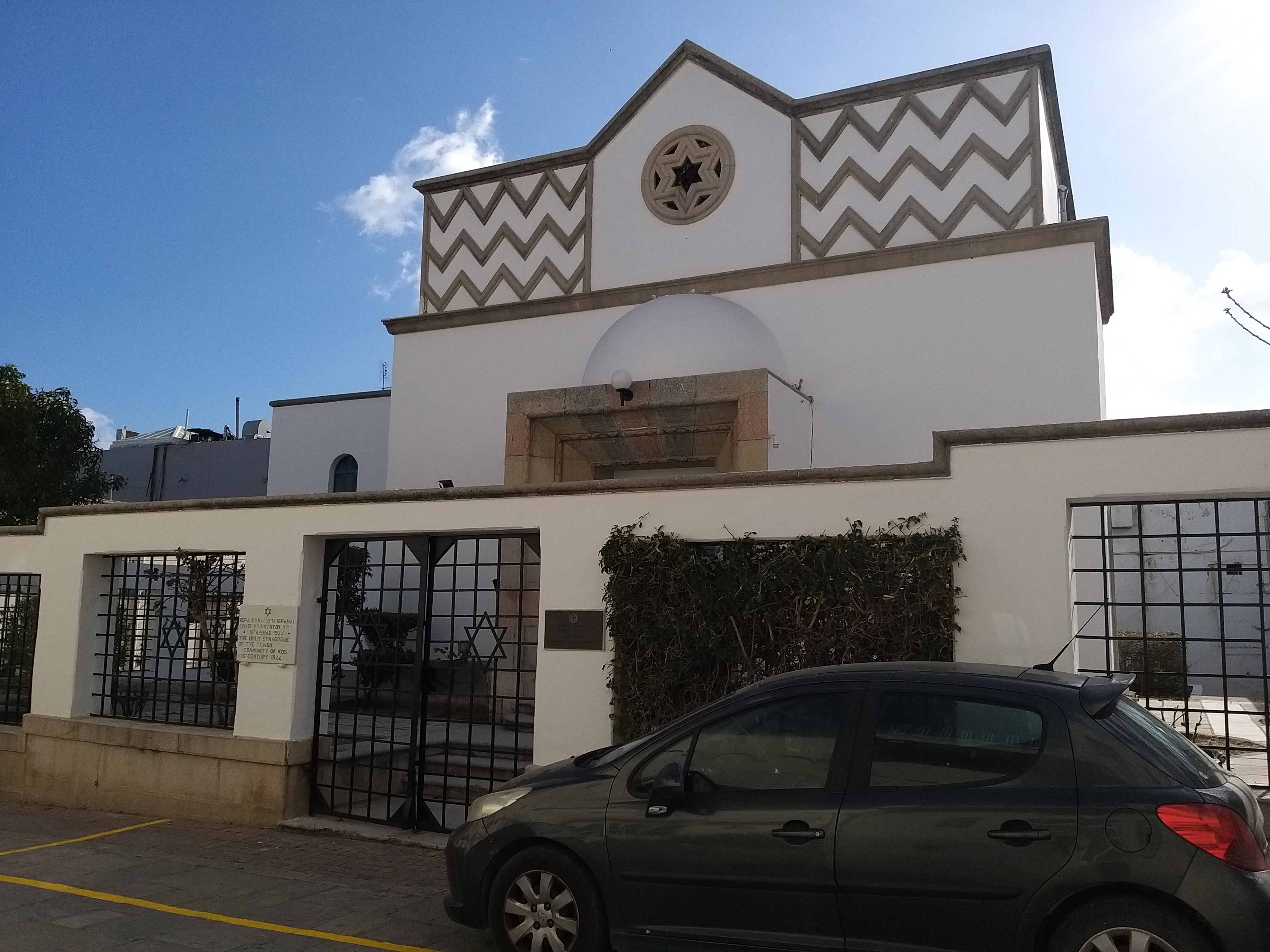
Ehemalige Synagoge Kahal Shalom in Kos
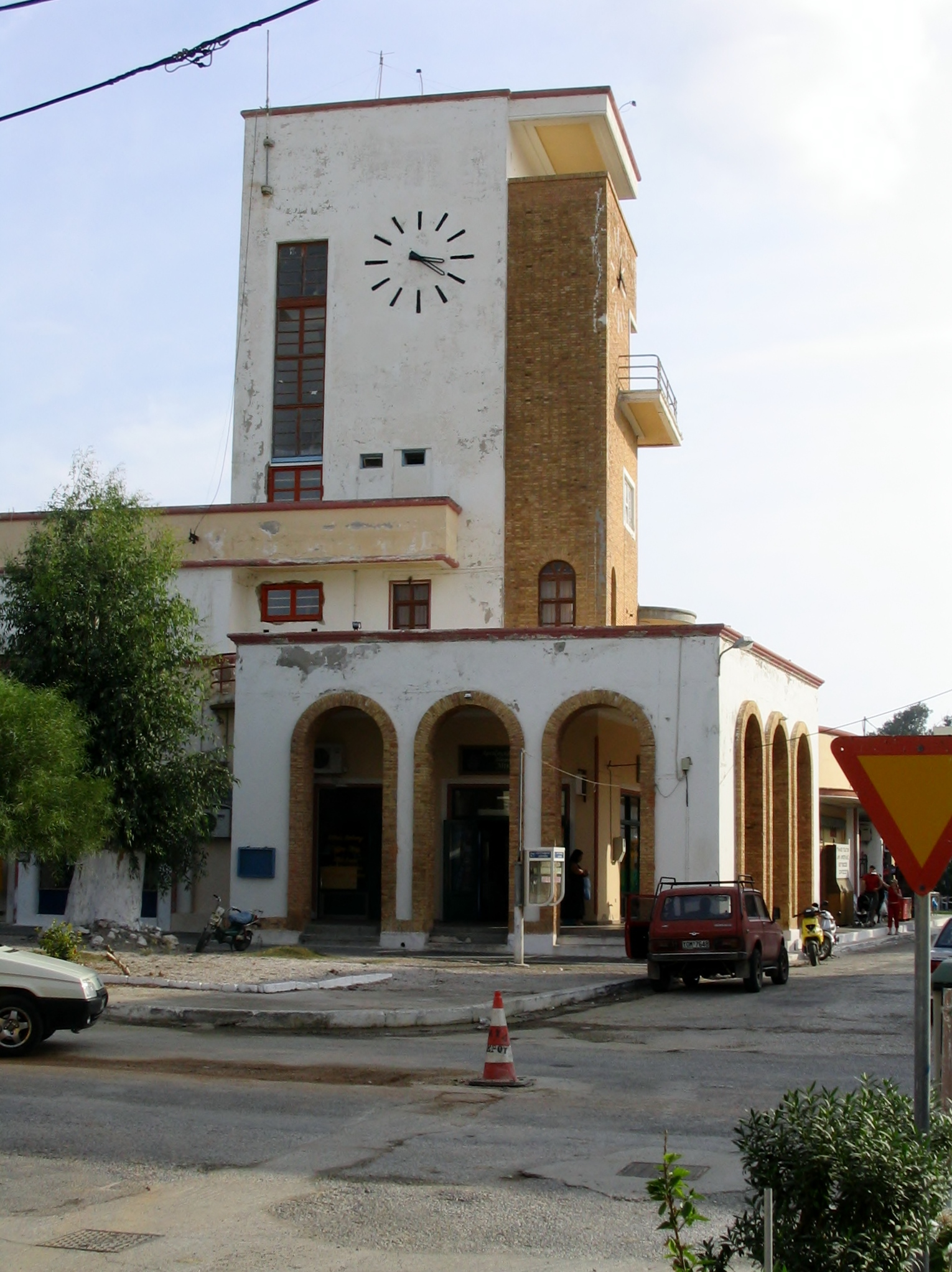
Portolago, überdachter Markt mit Uhrturm
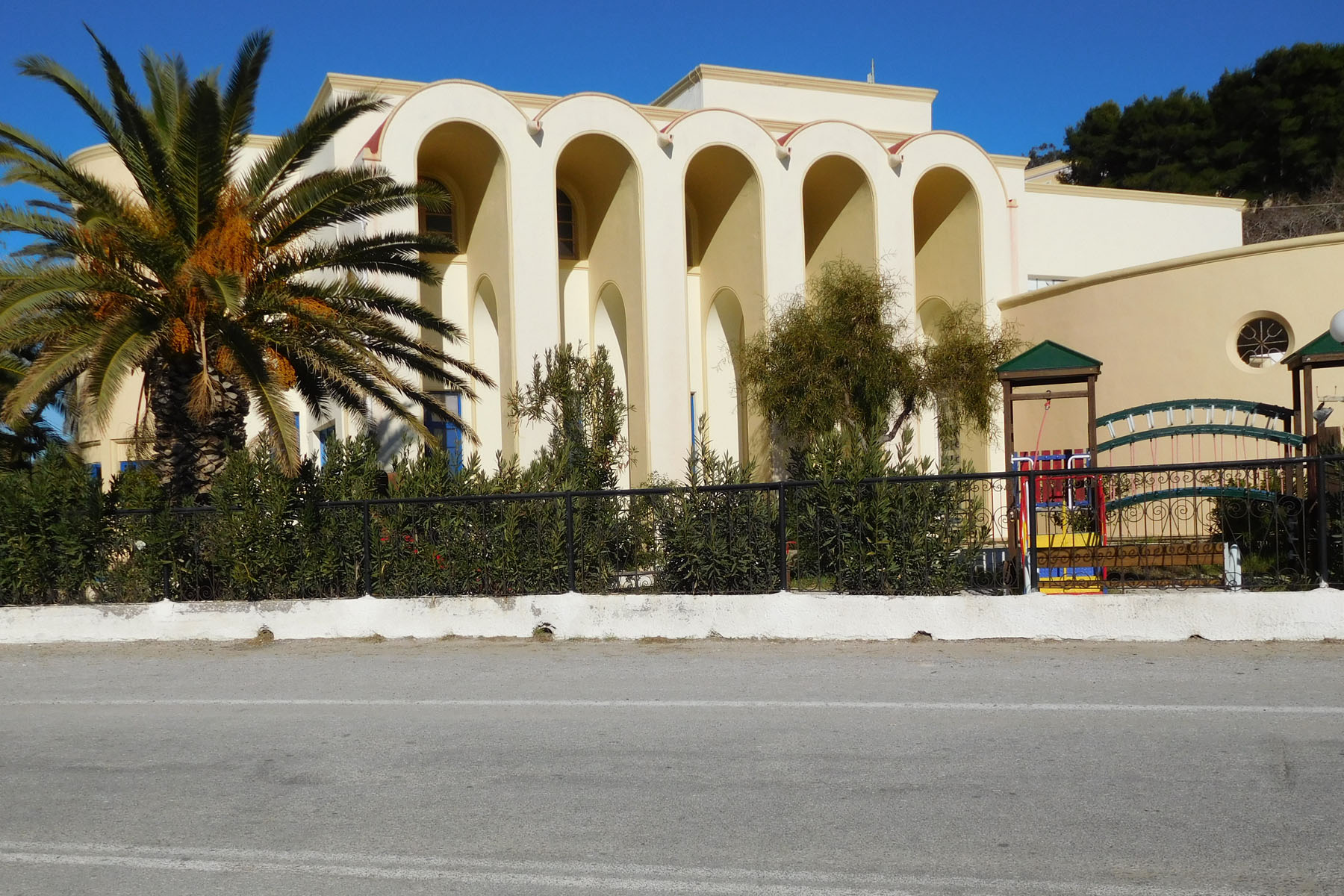
Portolago, Städtische Schule
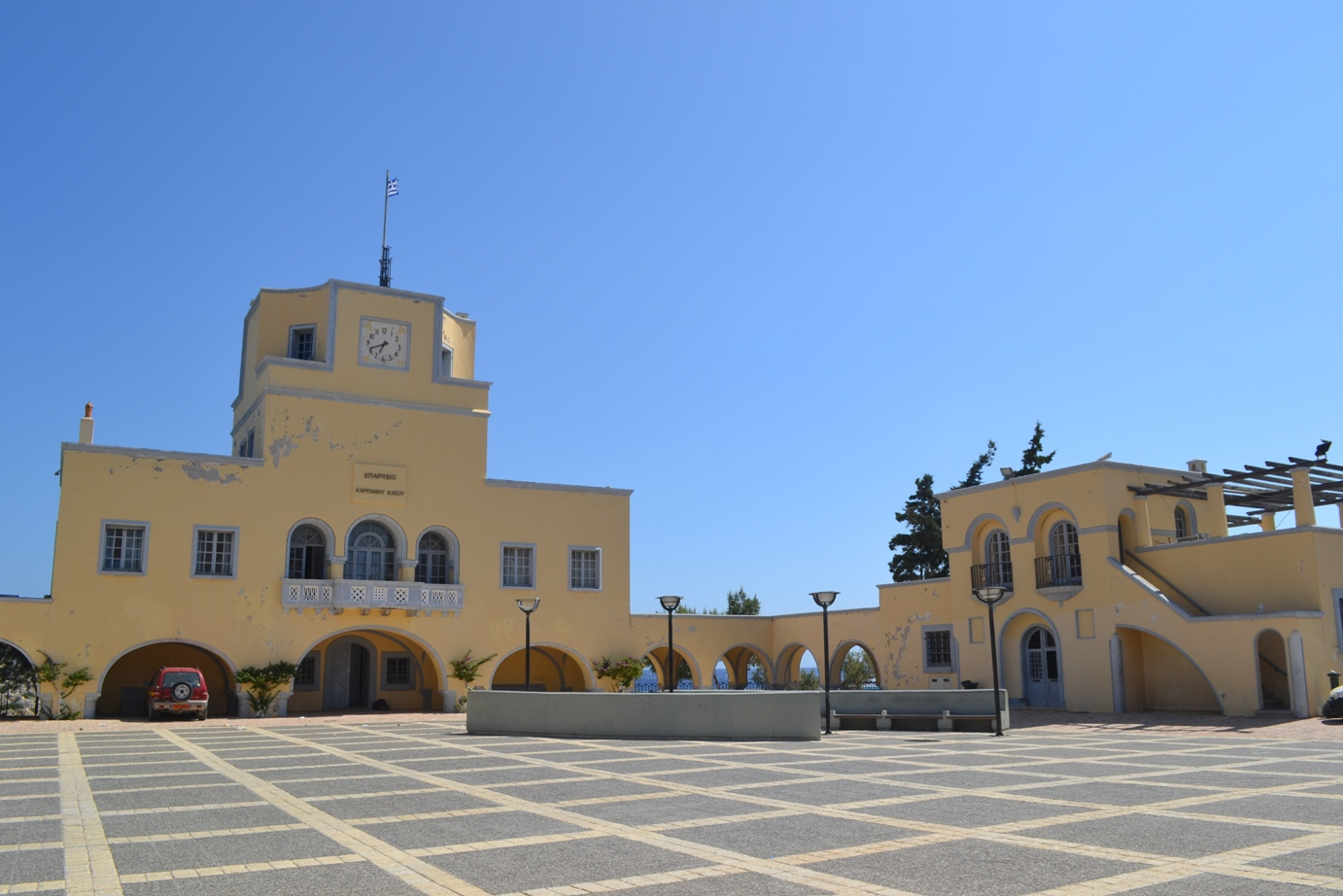
Pigadia, Bezirksverwaltung

## Bibliographie
- Graziano Pellicciari: Armando Bernabiti, Architetto in Dodecaneso 1927–1945. (pdf) In: comune.crevalcore.bo.it. Comune di Crevalcore, Istituzione dei Servizi Culturali Paolo Borsellino, April 2014, S. 141–149, abgerufen am 19. Dezember 2024 (italienisch).
- Vittorio Santoianni: Il Razionalismo nelle colonie italiane 1928–1943. La «nuova architettura» delle Terre d’Oltremare (= Doktorarbeit an der Universität Neapel "Federigo II"). S. 60–64 (italienisch, unina.it [PDF]).
- Emmanouil Bonis, Athanasia Mitta: Η Aρχιτεκτονική του Iταλικού Eποικισμού με Eπίκεντρο τα Δωδεκάνησα και τη Ρόδο. In: ikee.lib.auth.gr. Aristoteles-Universität Thessaloniki, Juni 2023, abgerufen am 21. Dezember 2024 (griechisch).